# Конвой № 3709
Конвой № 3709 — японський конвой часів Другої світової війни, проведення якого відбувалось у липні 1943 року.
Пунктом призначення конвою був атол Трук у центральній частині Каролінських островів, де ще до війни створили потужну базу японського ВМФ, з якої до лютого 1944 року провадились операції у цілому ряді архіпелагів. Вихідним пунктом став розташований у Токійській затоці порт Йокосука (саме звідси традиційно вирушала більшість конвоїв на Трук).
До складу конвою увійшли три транспорти — «Кембу-Мару», «Бокуйо-Мару» (Bokuyo Maru) та ще одне неідентифіковане судно, тоді як охорону забезпечував кайбокан (фрегат) «Окі».
Загін вийшов із порту 7 липня 1943 року. Його маршрут пролягав через кілька традиційних районів патрулювання американських підводних човнів, які зазвичай діяли поблизу східного узбережжя Японського архіпелагу, біля островів Оґасавара, Маріанських островів і на підходах до Труку. Утім, проходження конвою № 3709 відбулось успішно, і 22 липня він без втрат досягнув Труку.